# Lijst van lynxspinnen
De lijst van lynxspinnen bevat alle wetenschappelijk beschreven soorten uit de familie van lynxspinnen (Oxyopidae).

## Hamadruas
Hamadruas Deeleman-Reinhold, 2009
- Hamadruas austera (Thorell, 1894)
- Hamadruas heterosticta (Pocock, 1897)
- Hamadruas hieroglyphica (Thorell, 1887)
- Hamadruas insulana (Thorell, 1891)
- Hamadruas pupulus (Thorell, 1890)
- Hamadruas severa (Thorell, 1895)
- Hamadruas signifera (Doleschall, 1859)
- Hamadruas sikkimensis (Tikader, 1970)
- Hamadruas superba (Thorell, 1887)

## Hamataliwa
Hamataliwa Keyserling, 1887
- Hamataliwa albibarbis (Mello-Leitão, 1947)
- Hamataliwa argyrescens Mello-Leitão, 1929
- Hamataliwa aurita Zhang, Zhu & Song, 2005
- Hamataliwa banksi (Mello-Leitão, 1928)
- Hamataliwa barroana (Chamberlin & Ivie, 1936)
- Hamataliwa bicolor (Mello-Leitão, 1929)
- Hamataliwa bituberculata (Mello-Leitão, 1929)
- Hamataliwa brunnea (F. O. P.-Cambridge, 1902)
- Hamataliwa buelowae Mello-Leitão, 1945
- Hamataliwa bufo Brady, 1970
- Hamataliwa catenula Deeleman-Reinhold, 2009
- Hamataliwa caudata Mello-Leitão, 1929
- Hamataliwa cavata (Kraus, 1955)
- Hamataliwa cheta Brady, 1970
- Hamataliwa circularis (Kraus, 1955)
- Hamataliwa communicans (Chamberlin, 1925)
- Hamataliwa cooki Grimshaw, 1989
- Hamataliwa cordata Zhang, Zhu & Song, 2005
- Hamataliwa cornuta (Thorell, 1895)
- Hamataliwa crocata Brady, 1970
- Hamataliwa difficilis (O. P.-Cambridge, 1894)
- Hamataliwa dimidiata (Soares & Camargo, 1948)
- Hamataliwa dubia (Mello-Leitão, 1929)
- Hamataliwa facilis (O. P.-Cambridge, 1894)
- Hamataliwa flebilis (O. P.-Cambridge, 1894)
- Hamataliwa floreni Deeleman-Reinhold, 2009
- Hamataliwa fronticornis (Lessert, 1927)
- Hamataliwa fronto (Thorell, 1890)
- Hamataliwa globosa (F. O. P.-Cambridge, 1902)
- Hamataliwa grisea Keyserling, 1887
- Hamataliwa haytiana (Chamberlin, 1925)
- Hamataliwa helia (Chamberlin, 1929)
- Hamataliwa hista Brady, 1970
- Hamataliwa ignifuga Deeleman-Reinhold, 2009
- Hamataliwa incompta (Thorell, 1895)
- Hamataliwa kulczynskii (Lessert, 1915)
- Hamataliwa labialis (Song, 1991)
- Hamataliwa laeta (O. P.-Cambridge, 1894)
- Hamataliwa latifrons (Thorell, 1890)
- Hamataliwa maculipes (Bryant, 1923)
- Hamataliwa marmorata Simon, 1898
- Hamataliwa micropunctata (Mello-Leitão, 1929)
- Hamataliwa monroei Grimshaw, 1989
- Hamataliwa nigrescens Mello-Leitão, 1929
- Hamataliwa nigritarsa Bryant, 1948
- Hamataliwa nigriventris (Mello-Leitão, 1929)
- Hamataliwa obtusa (Thorell, 1892)
- Hamataliwa penicillata Mello-Leitão, 1948
- Hamataliwa perdita Mello-Leitão, 1929
- Hamataliwa peterjaegeri Deeleman-Reinhold, 2009
- Hamataliwa porcata (Simon, 1898)
- Hamataliwa positiva Chamberlin, 1924
- Hamataliwa pricompta Deeleman-Reinhold, 2009
- Hamataliwa puta (O. P.-Cambridge, 1894)
- Hamataliwa quadrimaculata (Mello-Leitão, 1929)
- Hamataliwa rana (Simon, 1897)
- Hamataliwa rostrifrons (Lawrence, 1928)
- Hamataliwa rufocaligata Simon, 1898
- Hamataliwa sanmenensis Song & Zheng, 1992
- Hamataliwa schmidti Reimoser, 1939
- Hamataliwa strandi (Lessert, 1923)
- Hamataliwa subfacilis (O. P.-Cambridge, 1894)
- Hamataliwa triangularis (Kraus, 1955)
- Hamataliwa tricuspidata (F. O. P.-Cambridge, 1902)
- Hamataliwa truncata (Thorell, 1897)
- Hamataliwa tuberculata (Chamberlin, 1925)
- Hamataliwa unca Brady, 1964
- Hamataliwa ursa Brady, 1970
- Hamataliwa vanbruggeni Deeleman-Reinhold, 2009

## Hostus
Hostus Simon, 1898
- Hostus paroculus Simon, 1898

## Oxyopes
Oxyopes Latreille, 1804
- Oxyopes abebae Strand, 1906
- Oxyopes acleistus Chamberlin, 1929
- Oxyopes aculeatus Bösenberg & Lenz, 1895
- Oxyopes affinis Lessert, 1915
- Oxyopes africanus Strand, 1906
- Oxyopes aglossus Chamberlin, 1929
- Oxyopes akakensis Strand, 1906
- Oxyopes albertianus Strand, 1913
- Oxyopes algerianus (Walckenaer, 1842)
- Oxyopes allectus Simon, 1910
- Oxyopes altifrons Mello-Leitão, 1941
- Oxyopes amoenus L. Koch, 1878
- Oxyopes angulitarsus Lessert, 1915
- Oxyopes annularis Yin, Zhang & Bao, 2003
- Oxyopes annulipes Thorell, 1890
- Oxyopes apollo Brady, 1964
- Oxyopes arcuatus Yin, Zhang & Bao, 2003
- Oxyopes argentosus Simon, 1910
- Oxyopes argyrotrichius Mello-Leitão, 1929
- Oxyopes armatipalpis Strand, 1912
- Oxyopes artemis Brady, 1969
- Oxyopes arushae Caporiacco, 1947
- Oxyopes ashae Gajbe, 1999
- Oxyopes aspirasi Barrion & Litsinger, 1995
- Oxyopes assamensis Tikader, 1969
- Oxyopes asterion Simon, 1910
- Oxyopes attenuatus L. Koch, 1878
- Oxyopes auratus Thorell, 1890
- Oxyopes aureolus Thorell, 1899
- Oxyopes auriculatus Lawrence, 1927
- Oxyopes baccatus Simon, 1897
- Oxyopes badhyzicus Mikhailov & Fet, 1986
- Oxyopes balteiformis Yin, Zhang & Bao, 2003
- Oxyopes bantaengi Merian, 1911
- Oxyopes bedoti Lessert, 1915
- Oxyopes berlandorum Lessert, 1915
- Oxyopes bharatae Gajbe, 1999
- Oxyopes bianatinus Xie & Kim, 1996
- Oxyopes bicorneus Zhang & Zhu, 2005
- Oxyopes bifidus F. O. P.-Cambridge, 1902
- Oxyopes bifissus F. O. P.-Cambridge, 1902
- Oxyopes biharensis Gajbe, 1999
- Oxyopes birabeni Mello-Leitão, 1941
- Oxyopes birmanicus Thorell, 1887
- Oxyopes bolivianus Tullgren, 1905
- Oxyopes bonneti Lessert, 1933
- Oxyopes bothai Lessert, 1915
- Oxyopes bouvieri Berland, 1922
- Oxyopes brachiatus Simon, 1910
- Oxyopes brevis Thorell, 1881
- Oxyopes caboverdensis Schmidt & Krause, 1994
- Oxyopes calcaratus Schenkel, 1944
- Oxyopes campestratus Simon, 1910
- Oxyopes campii Mushtaq & Qadar, 1999
- Oxyopes camponis Strand, 1915
- Oxyopes candidoi Garcia-Neto, 1995
- Oxyopes caporiaccoi Roewer, 1951
- Oxyopes carvalhoi Mello-Leitão, 1947
- Oxyopes castaneus Lawrence, 1927
- Oxyopes ceylonicus Karsch, 1891
- Oxyopes chapini Lessert, 1927
- Oxyopes chiapas Brady, 1975
- Oxyopes chittrae Tikader, 1965
- Oxyopes coccineoventris Lessert, 1946
- Oxyopes cochinchinensis (Walckenaer, 1837)
- Oxyopes concolor Simon, 1877
- Oxyopes concoloratus Roewer, 1951
- Oxyopes constrictus Keyserling, 1891
- Oxyopes cornifrons (Thorell, 1899)
  - Oxyopes cornifrons avakubensis Lessert, 1927
- Oxyopes cornutus F. O. P.-Cambridge, 1902
- Oxyopes cougar Brady, 1969
- Oxyopes crassus Schmidt & Krause, 1995
- Oxyopes crewi Bryant, 1948
- Oxyopes daksina Sherriffs, 1955
- Oxyopes decorosus Zhang & Zhu, 2005
- Oxyopes delesserti Caporiacco, 1947
- Oxyopes delmonteensis Barrion & Litsinger, 1995
- Oxyopes dingo Strand, 1913
- Oxyopes dubourgi Simon, 1904
- Oxyopes dumonti (Vinson, 1863)
- Oxyopes elegans L. Koch, 1878
- Oxyopes elifaz Levy, 2007
- Oxyopes elongatus Biswas et al., 1996
- Oxyopes embriki Roewer, 1951
  - Oxyopes embriki dorsivittatus (Strand, 1906)
  - Oxyopes embriki nigriventris (Strand, 1906)
- Oxyopes erlangeri Strand, 1906
- Oxyopes exsiccatus Strand, 1907
- Oxyopes extensipes (Butler, 1876)
- Oxyopes falcatus Zhang, Yang & Zhu, 2005
- Oxyopes falconeri Lessert, 1915
- Oxyopes fallax Denis, 1955
- Oxyopes felinus Brady, 1964
- Oxyopes flavipalpis (Lucas, 1858)
- Oxyopes flavus Banks, 1898
- Oxyopes fluminensis Mello-Leitão, 1929
- Oxyopes forcipiformis Xie & Kim, 1996
- Oxyopes fujianicus Song & Zhu, 1993
- Oxyopes galla Caporiacco, 1941
- Oxyopes gaofengensis Zhang, Zhang & Kim, 2005
- Oxyopes gemellus Thorell, 1891
- Oxyopes globifer Simon, 1876
- Oxyopes gossypae Mushtaq & Qadar, 1999
- Oxyopes gracilipes (White, 1849)
- Oxyopes gratus L. Koch, 1878
- Oxyopes gujaratensis Gajbe, 1999
- Oxyopes gurjanti Sadana & Gupta, 1995
- Oxyopes gyirongensis Hu & Li, 1987
- Oxyopes hastifer Simon, 1910
- Oxyopes hemorrhous Mello-Leitão, 1929
- Oxyopes heterophthalmus (Latreille, 1804)
- Oxyopes hilaris Thorell, 1881
- Oxyopes hindostanicus Pocock, 1901
- Oxyopes hoggi Lessert, 1915
- Oxyopes holmbergi Soares & Camargo, 1948
- Oxyopes hostides Strand, 1906
- Oxyopes hotingchiehi Schenkel, 1963
- Oxyopes hupingensis Bao & Yin, 2002
- Oxyopes idoneus Simon, 1910
- Oxyopes imbellis Thorell, 1890
- Oxyopes incertus Mello-Leitão, 1929
- Oxyopes inconspicuus Strand, 1906
- Oxyopes indiculus Thorell, 1897
- Oxyopes indicus (Walckenaer, 1805)
- Oxyopes infidelis Strand, 1906
- Oxyopes inversus Mello-Leitão, 1949
- Oxyopes jabalpurensis Gajbe & Gajbe, 1999
- Oxyopes jacksoni Lessert, 1915
- Oxyopes javanus Thorell, 1887
  - Oxyopes javanus nicobaricus Strand, 1907
- Oxyopes jianfeng Song, 1991
- Oxyopes jubilans O. P.-Cambridge, 1885
- Oxyopes juvencus Strand, 1907
- Oxyopes kamalae Gajbe, 1999
- Oxyopes ketani Gajbe & Gajbe, 1999
- Oxyopes keyserlingi Thorell, 1881
- Oxyopes kobrooricus Strand, 1911
- Oxyopes kochi Thorell, 1897
- Oxyopes koreanus Paik, 1969
- Oxyopes kovacsi Caporiacco, 1947
- Oxyopes kraepelinorum Bösenberg, 1895
- Oxyopes kumarae Biswas & Roy, 2005
- Oxyopes kusumae Gajbe, 1999
- Oxyopes lagarus Thorell, 1895
- Oxyopes lautus L. Koch, 1878
- Oxyopes lenzi Strand, 1907
- Oxyopes lepidus (Blackwall, 1864)
- Oxyopes licenti Schenkel, 1953
- Oxyopes lineatifemur Strand, 1906
- Oxyopes lineatipes (C. L. Koch, 1847)
- Oxyopes lineatus Latreille, 1806
  - Oxyopes lineatus occidentalis Kulczyński, 1907
- Oxyopes longespina Caporiacco, 1940
- Oxyopes longetibiatus Caporiacco, 1941
- Oxyopes longinquus Thorell, 1891
- Oxyopes longipalpis Lessert, 1946
- Oxyopes longispinosus Lawrence, 1938
- Oxyopes longispinus Saha & Raychaudhuri, 2003
- Oxyopes ludhianaensis Sadana & Goel, 1995
- Oxyopes luteoaculeatus Strand, 1906
- Oxyopes lynx Brady, 1964
- Oxyopes macilentus L. Koch, 1878
- Oxyopes macroscelides Mello-Leitão, 1929
- Oxyopes maripae Caporiacco, 1954
- Oxyopes masculinus Caporiacco, 1954
- Oxyopes mathias Strand, 1913
- Oxyopes matiensis Barrion & Litsinger, 1995
- Oxyopes mediterraneus Levy, 1999
- Oxyopes megalops Caporiacco, 1947
- Oxyopes m-fasciatus Piza, 1938
- Oxyopes minutus Biswas et al., 1996
- Oxyopes mirabilis Zhang, Yang & Zhu, 2005
- Oxyopes modestus Simon, 1876
- Oxyopes molarius L. Koch, 1878
- Oxyopes naliniae Gajbe, 1999
- Oxyopes nanulineatus Levy, 1999
- Oxyopes nenilini Esyunin & Tuneva, 2009
- Oxyopes nigripalpis Kulczyński, 1891
- Oxyopes nigrolineatus Mello-Leitão, 1941
- Oxyopes nilgiricus Sherriffs, 1955
- Oxyopes ningxiaensis Tang & Song, 1990
- Oxyopes niveosigillatus Mello-Leitão, 1945
- Oxyopes notivittatus Strand, 1906
- Oxyopes obscurifrons Simon, 1910
- Oxyopes occidens Brady, 1964
- Oxyopes ocelot Brady, 1975
- Oxyopes oranicola Strand, 1906
- Oxyopes ornatus (Blackwall, 1868)
- Oxyopes oryzae Mushtaq & Qadar, 1999
- Oxyopes ovatus Biswas et al., 1996
- Oxyopes pallidecoloratus Strand, 1906
  - Oxyopes pallidecoloratus nigricans Caporiacco, 1947
- Oxyopes pallidus (C. L. Koch, 1838)
- Oxyopes palliventer Strand, 1911
- Oxyopes pandae Tikader, 1969
- Oxyopes pankaji Gajbe & Gajbe, 2000
- Oxyopes panther Brady, 1975
- Oxyopes papuanus Thorell, 1881
- Oxyopes pardus Brady, 1964
- Oxyopes patalongensis Simon, 1901
- Oxyopes pawani Gajbe, 1992
- Oxyopes pennatus Schenkel, 1936
- Oxyopes personatus Simon, 1896
- Oxyopes pigmentatus Simon, 1890
- Oxyopes pingasus Barrion & Litsinger, 1995
- Oxyopes positivus Roewer, 1961
- Oxyopes praedictus O. P.-Cambridge, 1885
- Oxyopes providens Thorell, 1890
- Oxyopes pugilator Mello-Leitão, 1929
- Oxyopes pulchellus (Lucas, 1858)
- Oxyopes punctatus L. Koch, 1878
- Oxyopes purpurissatus Simon, 1910
- Oxyopes quadridentatus Thorell, 1895
- Oxyopes quadrifasciatus L. Koch, 1878
- Oxyopes rajai Saha & Raychaudhuri, 2003
- Oxyopes ramosus (Martini & Goeze, 1778)
- Oxyopes ratnae Tikader, 1970
- Oxyopes raviensis Dyal, 1935
- Oxyopes reddyi Majumder, 2004
- Oxyopes reimoseri Caporiacco, 1947
- Oxyopes rejectus O. P.-Cambridge, 1885
- Oxyopes reticulatus Biswas et al., 1996
- Oxyopes rouxi Strand, 1911
- Oxyopes royi Roewer, 1961
- Oxyopes rubicundus L. Koch, 1878
- Oxyopes rubriventer Caporiacco, 1941
  - Oxyopes rubriventer paecilus Caporiacco, 1941
- Oxyopes rubrosignatus Keyserling, 1891
- Oxyopes rufisternis Pocock, 1901
- Oxyopes rufovittatus Simon, 1886
- Oxyopes rukminiae Gajbe, 1999
- Oxyopes russoi Caporiacco, 1940
- Oxyopes russulus Thorell, 1895
- Oxyopes rutilius Simon, 1890
- Oxyopes ruwenzoricus Strand, 1913
- Oxyopes ryvesi Pocock, 1901
- Oxyopes saganus Bösenberg & Strand, 1906
- Oxyopes sakuntalae Tikader, 1970
- Oxyopes salticus Hentz, 1845
- Oxyopes saradae Biswas & Roy, 2005
- Oxyopes scalaris Hentz, 1845
- Oxyopes schenkeli Lessert, 1927
- Oxyopes sectus Mello-Leitão, 1929
- Oxyopes sertatoides Xie & Kim, 1996
- Oxyopes sertatus L. Koch, 1878
- Oxyopes setipes Thorell, 1890
- Oxyopes sexmaculatus Mello-Leitão, 1929
- Oxyopes shweta Tikader, 1970
- Oxyopes sinaiticus Levy, 1999
- Oxyopes singularis Lessert, 1927
- Oxyopes sitae Tikader, 1970
- Oxyopes sjostedti Lessert, 1915
- Oxyopes sobrinus O. P.-Cambridge, 1872
- Oxyopes squamosus Simon, 1886
- Oxyopes stephanurus Mello-Leitão, 1929
- Oxyopes sternimaculatus Strand, 1907
- Oxyopes strandi Caporiacco, 1939
- Oxyopes striagatus Song, 1991
- Oxyopes striatus (Doleschall, 1857)
- Oxyopes subabebae Caporiacco, 1941
- Oxyopes subhadrae Tikader, 1970
- Oxyopes subimali Biswas et al., 1996
- Oxyopes subjavanus Strand, 1907
- Oxyopes summus Brady, 1975
- Oxyopes sunandae Tikader, 1970
- Oxyopes sushilae Tikader, 1965
- Oxyopes taeniatulus Roewer, 1955
- Oxyopes taeniatus Thorell, 1877
- Oxyopes takobius Andreeva & Tyschchenko, 1969
- Oxyopes tapponiformis Strand, 1911
- Oxyopes tenellus Song, 1991
- Oxyopes tibialis F. O. P.-Cambridge, 1902
- Oxyopes tiengianensis Barrion & Litsinger, 1995
- Oxyopes tikaderi Biswas & Majumder, 1995
- Oxyopes timorensis Schenkel, 1944
- Oxyopes timorianus (Walckenaer, 1837)
- Oxyopes toschii Caporiacco, 1949
- Oxyopes travancoricola Strand, 1912
- Oxyopes tridens Brady, 1964
- Oxyopes tuberculatus Lessert, 1915
  - Oxyopes tuberculatus mombensis Lessert, 1915
- Oxyopes ubensis Strand, 1906
- Oxyopes uncinatus Lessert, 1915
- Oxyopes vanderysti Lessert, 1946
- Oxyopes variabilis L. Koch, 1878
- Oxyopes versicolor Thorell, 1887
- Oxyopes vogelsangeri Lessert, 1946
- Oxyopes wokamanus Strand, 1911
- Oxyopes wroughtoni Pocock, 1901
- Oxyopes xinjiangensis Hu & Wu, 1989
- Oxyopes zavattarii Caporiacco, 1939

## Peucetia
Peucetia Thorell, 1869
- Peucetia akwadaensis Patel, 1978
- Peucetia albescens L. Koch, 1878
- Peucetia ananthakrishnani Murugesan et al., 2006
- Peucetia arabica Simon, 1882
- Peucetia ashae Gajbe & Gajbe, 1999
- Peucetia betlaensis Saha & Raychaudhuri, 2007
- Peucetia biharensis Gajbe, 1999
- Peucetia cayapa Santos & Brescovit, 2003
- Peucetia choprai Tikader, 1965
- Peucetia crucifera Lawrence, 1927
- Peucetia elegans (Blackwall, 1864)
- Peucetia flava Keyserling, 1877
- Peucetia formosensis Kishida, 1930
- Peucetia gauntleta Saha & Raychaudhuri, 2004
- Peucetia gerhardi Van Niekerk & Dippenaar-Schoeman, 1994
- Peucetia graminea Pocock, 1900
- Peucetia harishankarensis Biswas, 1975
- Peucetia jabalpurensis Gajbe & Gajbe, 1999
- Peucetia ketani Gajbe, 1992
- Peucetia latikae Tikader, 1970
- Peucetia lesserti Van Niekerk & Dippenaar-Schoeman, 1994
- Peucetia longipalpis F. O. P.-Cambridge, 1902
- Peucetia longipes Pocock, 1899
- Peucetia lucasi (Vinson, 1863)
- Peucetia macroglossa Mello-Leitão, 1929
- Peucetia maculifera Pocock, 1900
- Peucetia madagascariensis (Vinson, 1863)
- Peucetia madalenae Van Niekerk & Dippenaar-Schoeman, 1994
- Peucetia margaritata Hogg, 1914
- Peucetia myanmarensis Barrion & Litsinger, 1995
- Peucetia nicolae Van Niekerk & Dippenaar-Schoeman, 1994
- Peucetia pawani Gajbe, 1999
- Peucetia procera Thorell, 1887
- Peucetia pulchra (Blackwall, 1865)
- Peucetia punjabensis Gajbe, 1999
- Peucetia rajani Gajbe, 1999
- Peucetia ranganathani Biswas & Roy, 2005
- Peucetia rubrolineata Keyserling, 1877
- Peucetia striata Karsch, 1878
- Peucetia transvaalica Simon, 1896
- Peucetia virescens (O. P.-Cambridge, 1872)
- Peucetia viridana (Stoliczka, 1869)
- Peucetia viridans (Hentz, 1832)
- Peucetia viridis (Blackwall, 1858)
- Peucetia viveki Gajbe, 1999
- Peucetia yogeshi Gajbe, 1999

## Pseudohostus
Pseudohostus Rainbow, 1915
- Pseudohostus squamosus Rainbow, 1915

## Schaenicoscelis
Schaenicoscelis Simon, 1898
- Schaenicoscelis concolor Simon, 1898
- Schaenicoscelis elegans Simon, 1898
- Schaenicoscelis exilis Mello-Leitão, 1930
- Schaenicoscelis guianensis Caporiacco, 1947
- Schaenicoscelis leucochlora Mello-Leitão, 1929
- Schaenicoscelis luteola Mello-Leitão, 1929
- Schaenicoscelis viridis Mello-Leitão, 1927

## Tapinillus
Tapinillus Simon, 1898
- Tapinillus caldensis (Garcia-Neto, 1989)
- Tapinillus longipes (Taczanowski, 1872)
- Tapinillus purpuratus Mello-Leitão, 1940
- Tapinillus roseisterni Mello-Leitão, 1930

## Tapponia
Tapponia Simon, 1885
- Tapponia micans Simon, 1885